# Batalion Przeciwpancerny Warszawskiej Brygady Pancerno-Motorowej
Batalion Przeciwpancerny Warszawskiej Brygady Pancerno-Motorowej – zmotoryzowany pododdział piechoty Wojska Polskiego.

## Historia batalionu
Batalion Przeciwpancerny został sformowany w Rembertowie na podstawie rozkazu Departamentu Dowodzenia Ogólnego Ministerstwa Spraw Wojskowych L.6777/Org.Tjn.39, jako jednostka organizacyjna piechoty.
W czasie odprawy przeprowadzonej 21 sierpnia 1939 roku w Dowództwie Warszawskiej Brygady Pancerno-Motorowej stwierdzono, że w batalionie brak było jednego oficera, jednego majstra i 11 kierowców motocykli oraz przeszkolonych radiotelegrafistów, a ponadto „etat pokryty, podział na pododdziały przeprowadzony”. W punkcie 16 odprawy, na podstawie meldunku dowódcy batalionu, zauważono, że „stan wyszkolenia szeregowych w walce pieszej. Władanie sprzętem – dobre. Obsługa wymaga doszkolenia motorowego. Wyszkolenie strzeleckie – dobre. Wyszkolenie kierowców – dosyć dobrych 50%, słabych – 50%, junacy gorsi”. W części III Administracyjno-Gospodarczej stwierdzono, że dywizjon w czasie organizacji oraz zimy z 1939 na 1940 rok będzie dyslokowany w Rembertowie, który był przewidziany na stałe miejsce dyslokacji.
W czasie kampanii wrześniowej 1939 roku batalion walczył w składzie macierzystej Warszawskiej Brygady Pancerno-Motorowej.

## Organizacja wojenna i obsada personalna
- dowódca dywizjonu – mjr piech. Michał Bilik
- kwatermistrz – kpt. adm. (piech.) Władysław Tijan
- dowódca 1 kompanii – kpt. Jan Wołyniak
- dowódca 2 kompanii – kpt. Marian Mytkiewicz († 18 IX 1939, Tomaszów Lubelski)
- dowódca plutonu łączności – kpt. Franciszek Radtke
- dowódca plutonu gosp.-technicznego – chor. Stanisław Lulak